# EPIC 204278916
EPIC 204278916是一顆位於天蠍座的主序前星，是一顆年齡約500萬年的M1紅矮星。該恆星是天蠍-半人馬星協的次集團上天蠍星協的成員星。EPIC 204278916的半徑為稍小於太陽的0.97 R☉，但質量僅為0.50 M☉，光度為0.15 L☉。
EPIC 204278916最早是在第2版美国海军天文台CCD天体照相星表（UCAC2）與2微米全天巡天（2MASS）的目錄中被記錄下來，之後克卜勒太空望遠鏡的K2任務於2014年8月23日至11月13日之間對它進行觀測。

## 光度變化
2016年8月，由德國馬克斯·普朗克地外物理研究所研究人員Simone Scaringi領導的天文學家團隊報告在EPIC 2042789165這顆紅矮星周圍有已經可被拍攝到影像的星周盤存在。此外，該研究團隊在連續25日觀測（該研究總共觀測79日）中發現了不尋常的光度下降，最大下降幅度達到65%。光度的變化是高度週期性的，並可歸因於恆星的自轉。研究人員因此假設觀測到的「不規則」光度下降不是星周盤內緣的彎曲就是圓形或橢圓形軌道的類彗星天體通過恆星盤面與觀測者之間時所造成。